# 费尔南多·马丁
费尔南多·马丁（西班牙語：Fernando Martín，1962年3月25日—1989年12月3日），西班牙男子篮球运动员。他曾代表西班牙参加1984年夏季奥林匹克运动会篮球比赛，获得一枚银牌。他也曾参加1986年世界篮球锦标赛。